# 브룩 라이온스
브룩 라이언스(Brooke Lyons, 영어 발음: /ˈlaɪənz/, 1980년 11월 8일 ~ )는 미국의 배우이다.
워싱턴 D.C.에서 태어났다.

## 출연 작품

### 영화
- The American Mall (2008) - 도리 역
- 다크 릴 (2008)
- 웰컴홈 (2008) - 에이미 역
- To Sonnets (2012) - 단편
- A Deadly Adoption (2015)

### 텔레비전
- 투 브로크 걸스 (2011-12) - 피치 역
- 라이프 센텐스 (2018)
- Lincoln Rhyme: Hunt for the Bone Collector (2020)